# Gabrielle Trudel
Gabrielle Trudel (* 2003 in Halifax, Nova Scotia) ist eine kanadische Schauspielerin, die vor allem seit 2015 als Kinderdarstellerin in Erscheinung tritt.

## Leben und Karriere
Gabrielle Trudel wurde im Jahre 2003 als Tochter der Psychologin Delinda Trudel in Halifax, der Hauptstadt der kanadischen Provinz Nova Scotia, geboren. Nachdem sie ab einem Alter von drei Jahren Tanzunterricht, dabei vor allem im Ballett, im Jazz Dance oder im Stepptanz, bekam, trat sie während dieser auch bereits in lokalen Musicalproduktionen in Erscheinung. Im Frühjahr 2014 wurde die auf Vereinsbasis aktive Schwimmerin, Volleyballspielerin und Aikidō-Athletin von ihren Eltern beim Atlantic Talent Agency angemeldet und kam noch im gleichen Jahr in die Theatertruppe ihrer Schule. Auch ihre jüngere Schwester Isabelle ist bei dieser Talentagentur angemeldet. Kurz darauf übernahm sie in einer Schulaufführung von Der Zauberer von Oz die Hauptrolle der Dorothy und wurde binnen sieben oder acht Monaten in zwei verschiedene Fernsehserien gecastet. Während sie in vier Episoden der Miniserie The Lizzie Borden Chronicles, einer auf dem ein Jahr zuvor veröffentlichten Fernsehfilm Lizzie Borden Took an Ax mit Christina Ricci aufbauenden Geschichte über die mordende Lizzie Borden, kam sie im gleichen Jahr auch als Nebendarstellerin in die Syfy-Serie Haven. Dort tritt sie seitdem als Lizzie Hendrickson, Tochter von Dwight Hendrickson (gespielt von Adam „Edge“ Copeland), in Erscheinung. Ende Januar 2016 wurde bekannt, dass Gabrielle Trudel bei den Young Artist Awards 2016 für ihr Engagement in Haven für einen Young Artist Award in der Kategorie „Beste wiederkehrende Schauspielerin in einer Fernsehserie – 13 Jahre oder jünger“ nominiert wurde.

## Filmografie
- 2015: The Lizzie Borden Chronicles (Miniserie; vier Episoden)
- seit 2015: Haven

## Nominierung
- 2016: Young Artist Award in der Kategorie „Beste wiederkehrende Schauspielerin in einer Fernsehserie – 13 Jahre oder jünger“ für ihr Engagement in Haven[1]